# Louis-Sébastien Mercier
Louis-Sébastien Mercier (Parigi, 6 giugno 1740 – Parigi, 25 aprile 1814) è stato uno scrittore e drammaturgo francese.

## Biografia

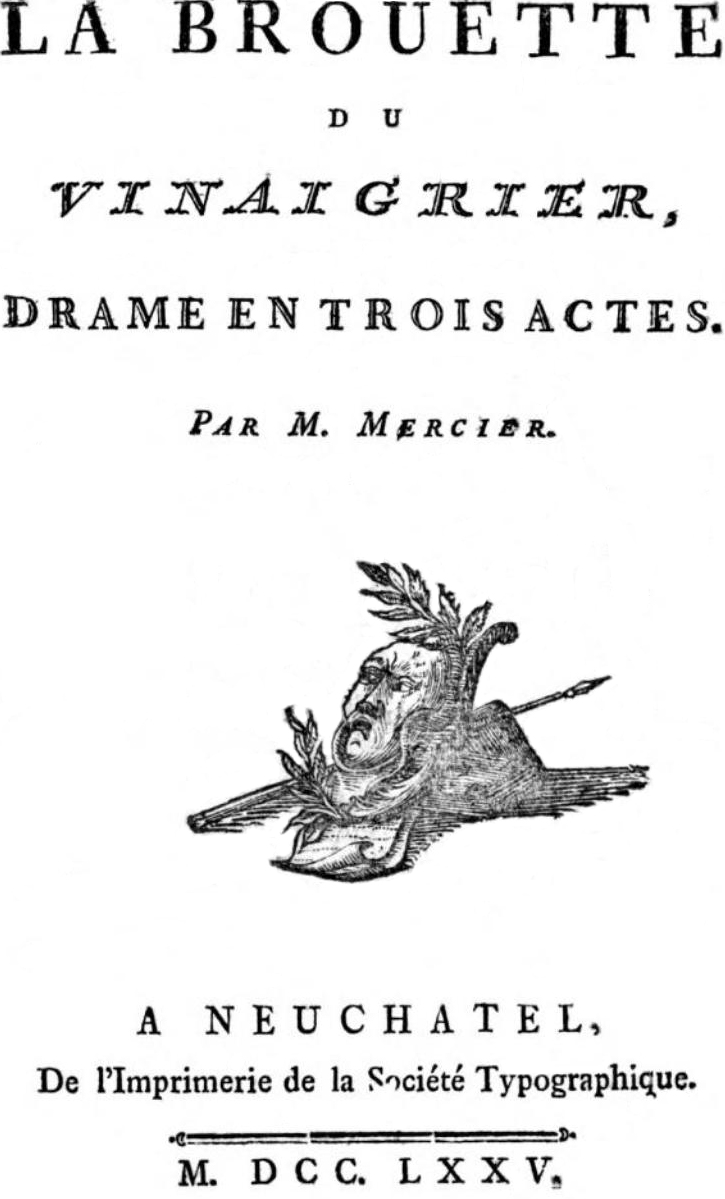
La brouette du vinaigrier, 1775.

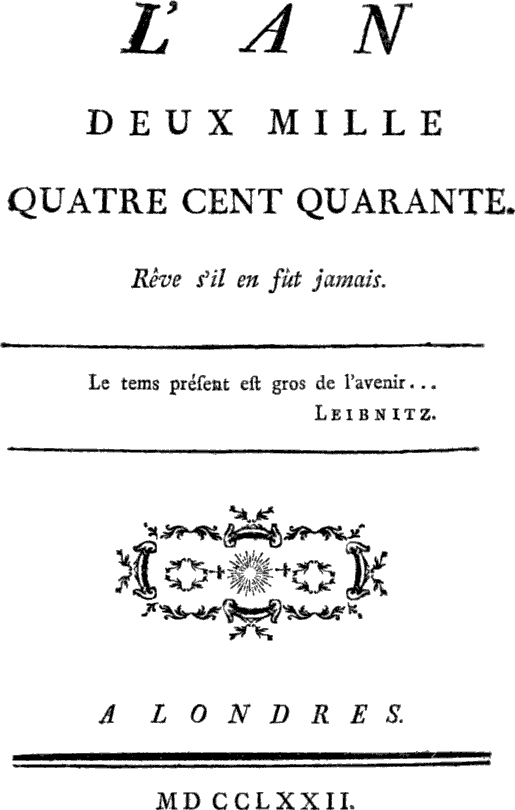
L'anno 2440 (L'an 2440, 1770).

L.-S. Mercier, figlio di Jean Louis, morto nel 1769, e di Andrée Lepas, morta nel 1743, di famiglia agiata, seguì degli studi regolari presso il collège des Quatre-Nations, dandosi poi per breve tempo all'insegnamento della retorica a Bordeaux. Tornato a Parigi si dedicò ben presto al teatro. Fu grande ammiratore di Shakespeare, a cui si ispirò nel saggio Du théâtre, ou Nouvel essai sur l'art dramatique (Del teatro, o Nuovo saggio sull'arte drammatica), che scrisse nel 1773 con l'intento di liberare il teatro dalle regole della drammaturgia classica tradizionale.
Scrittore molto prolifico, ci ha lasciato un numero davvero impressionante di drammi, molto in voga alla fine del XVIII secolo, ma ora, al di fuori della Francia, quasi completamente dimenticati (le uniche traduzioni in italiano di alcuni di quei drammi risalgono all'ultimo decennio del 1700 e non sono mai più state praticamente riedite fino alla recente pubblicazione della pièce in tre atti Montesquieu a Marsiglia del 1784). Tra di essi La brouette du vinaigrier del 1775 (La carriola del commerciante d'aceto), dramma tra i primi in Francia di argomento borghese. In Montesquieu a Marsiglia protagonista della pièce è un dono, il più incondizionato possibile, un dono che cela l’identità del donatore per non poter essere contraccambiato. L’accadimento narrato ha basi storiche reali in un episodio della vita dell'autore de Lo spirito delle leggi: Montesquieu, durante un soggiorno a Marsiglia, viene a conoscenza della disgrazia che ha colpito una famiglia onesta - il rapimento di un mercante da parte dei pirati algerini - e decide di riscattare il destino dell'uomo, mantenendo tuttavia segreta la propria identità. Comincia allora la ricerca di colui che ha salvato le sorti della famiglia, laddove Montesquieu si sottrae a ogni forma di riconoscenza e riconoscimento. Lo spettatore, coinvolto emotivamente dalla vicenda, ha anche l’occasione di imparare una lezione di filosofia politica, secondo la concezione civile ed educativa del teatro sostenuta da Mercier. Infatti la narrazione drammatica è costellata di conversazioni fra Montesquieu e Madame de Pérouville, una donna appassionata di lettere che si intrattiene con il filosofo mentre lavora nella bottega del marito. Mettendo al centro dell’attenzione drammatica le qualità umane di Montesquieu, Mercier introduce la sua teoria politica solo in un secondo momento, così che la biografia si tratteggia come presupposto della sua filosofia. Nella scrittura di Mercier il gesto generoso di Montesquieu è un paradigma etico che, in maniera del tutto inedita, intreccia vita, teatro e filosofia.
Di argomento spiccatamente borghese è anche l'opera principale per la quale Mercier è ricordato: Tableau de Paris (Ritratto di Parigi), imponente affresco di rilevante interesse storico per la sua accurata descrizione della gente minuta e della vita quotidiana parigina alla vigilia della rivoluzione francese. Divisa in 12 volumi, l'opera è stata pubblicata tra il 1781 e il 1788. Proprio lo scalpore suscitato dalla pubblicazione anonima dei primi due volumi, fortemente animati da spirito satirico nei confronti delle classi dominanti della Francia prerivoluzionaria, indusse Mercier a fuggire in Svizzera, dove, a Neuchâtel si sentì al sicuro per portare a termine la pubblicazione dei restanti volumi.
L.-S. Mercier va ricordato anche per aver curato, assieme a G. Brizard e F. H. S. de L'Aulnaye, la prima edizione pubblicata in Francia - la prima edizione assoluta, com'è noto, uscì a Ginevra nel 1780, due anni dopo la morte del filosofo - delle opere complete di Jean-Jacques Rousseau, in 39 volumi (Poinçot, Paris 1788-1793).
Rientrato a Parigi allo scoppio della rivoluzione, aderì ad essa militando dapprima nelle file dei giacobini, per poi passare in seguito all'ala più moderata, quella dei girondini. Fece anche parte della Convenzione nazionale e nel periodo del terrore di Robespierre fu imprigionato per le sue idee moderate e per aver votato contro l'esecuzione del re. 
Massone, fu membro della loggia parigina "Les Neuf Sœurs" del Grande Oriente di Francia.
Vale infine la pena di ricordare la pubblicazione nel 1770 da parte di Mercier di un romanzo fantastico intitolato L'AN 2440 (L'Anno 2440), antesignano della moderna letteratura fantascientifica, nel quale in forma di sogno viene descritta una Francia del futuro, ispirata agli ideali di libertà e di progresso umano e sociale dell'Illuminismo.

## Opere
- L'AN 2440, 1770.
- Tableau de Paris. A Hambourg : chez Virchaux & compagnie, libraires ; & se trouve a Neuchâtel : chez Samuel Fauche, libraire du Roi, 1781-1788 (12 voll.).
- Mon bonnet de nuit. Par monsieur Mercier. Ouvrage qui doit servir de suite au Tableau de Paris du même auteur. A Neuchâtel, de l'Imprimerie de la Société Typografique, 1784-1786 (4 voll.).

### In italiano
- L'anno duemila quattrocento quaranta. Sogno di cui non vi fu l'eguale prima edizione italiana, Genova, Domenico Porcile e C., 1798
- L'anno 2440, Bari, Edizioni Dedalo, 1993, Traduzione, saggio introduttivo e note di Laura Tundo.
- Novelle morali di M. Mercier. Firenze, nella stamperia di Filippo Stecchi, 1798 (11 voll.).
- Parigi fantasma, brani scelti e introduzione Riccardo Campi, Milano, Medusa, [2008].
- Sogni filosofici di M. Mercier tradotti dal francese per la prima volta dall'abbate Allegrini. In Venezia, presso Giuseppe Rosa, 1772 (2 voll.).
- Il disertore; Olindo e Sofronia; Jenneval ovvero Il Barnevelt francese; Le tombe di Verona; Natalia; L'abitante della Guadaluppa; in: Il teatro moderno applaudito ossia raccolta di tragedie, commedie, drammi e farse che godono presentemente del più alto favore sui pubblici teatri, così italiani, come stranieri; corredata di notizie storico critiche e del Giornale dei teatri di Venezia. In Venezia, Antonio Fortunato Stella, 1796-1801 (61 voll.).
- Montesquieu a Marsiglia, introduzione di Andrea Tagliapietra, postfazione di Caterina Piccione, traduzione e cura di Andrea Tagliapietra e Caterina Piccione, Inschibboleth, Roma 2019.